# Montenegro en los Juegos Paralímpicos de Tokio 2020
Montenegro estuvo representado en los Juegos Paralímpicos de Tokio 2020 por cinco deportistas, cuatro hombres y una mujer.

## Medallistas
El equipo paralímpico montenegrino obtuvo las siguientes medallas:
| Nombre        | Deporte       | Evento                  |
| ------------- | ------------- | ----------------------- |
| Oro           |               |                         |
| —             |               |                         |
| Plata         |               |                         |
| —             |               |                         |
| Bronce        |               |                         |
| Filip Radović | Tenis de mesa | Individual 10 masculino |